# Liste der Kulturdenkmäler in Großfischlingen
In der Liste der Kulturdenkmäler in Großfischlingen sind alle Kulturdenkmäler der rheinland-pfälzischen Ortsgemeinde Großfischlingen aufgeführt. Grundlage ist die Denkmalliste des Landes Rheinland-Pfalz (Stand: 14. August 2023).

## Einzeldenkmäler
| Bezeichnung                        | Lage                                                         | Baujahr         | Beschreibung | Bild                           |
| ---------------------------------- | ------------------------------------------------------------ | --------------- | --- | ------------------------------ |
| Friedhofskreuz                     | Friedhofstraße, auf dem Friedhof Lage                        | ab 1745         | Friedhofskreuz, bezeichnet 1813, Mensa bezeichnet 1745 | Fotos hochladen                |
| Hofanlage                          | Hauptstraße 10/10a/10b Lage                                  | um 1770/80      | Vierseithof, um 1770/80 | Fotos hochladen                |
| Schulhaus                          | Hauptstraße 21 Lage                                          | um 1830         | ehemalige Schule; klassizistischer Walmdachbau, um 1830 | Fotos hochladen                |
| Wegekreuz                          | Hauptstraße, bei Nr. 49 Lage                                 | 1720            | Wegekreuz auf Tischsockel, bezeichnet 1720 | Fotos hochladen                |
| Katholische Pfarrkirche St. Gallus | Oberstraße 2 Lage                                            | 1765            | barocker Saalbau, 1765, Nordturm 1866, Nische mit barocker Immakulata, bezeichnet 1765; drei barocke Grabkreuze (Bild), um 1700                                                                                     | weitere Bilder Fotos hochladen |
| Katholischer Pfarrhof              | Oberstraße 4 Lage                                            | um 1765         | ehemaliger katholischer Pfarrhof; spätbarocker eingeschossiger Krüppelwalmdachbau über Hochkeller, um 1765; in den Nebengebäuden Reste des Schlosses der Edlen von Fischlingen, 13. bis 15. Jahrhundert, mit Graben | Fotos hochladen                |
| Wohnhaus                           | Oberstraße 7 Lage                                            | 18. Jahrhundert | barockes Fachwerkhaus, teilweise massiv, 18. Jahrhundert | Fotos hochladen                |
| Hofanlage                          | Oberstraße 21 Lage                                           | 1879            | Hofanlage; spätklassizistischer Krüppelwalmdachbau, bezeichnet 1879 | Fotos hochladen                |
| Wohnhaus                           | Oberstraße 23 Lage                                           | 18. Jahrhundert | barockes Fachwerkhaus, teilweise massiv, Krüppel- und Fußwalmdach, 18. Jahrhundert | Fotos hochladen                |
| Weißes Kreuz                       | südöstlich des Ortes an der L 507; Flur Am Weißen Kreuz Lage | 1751            | Wegekreuz; barock auf Tischsockel, bezeichnet 1751 | Fotos hochladen                |